# Mirella (cantante)
Mirella Linéa Olivia Roininen, nota semplicemente come Mirella (Vantaa, 8 maggio 2005), è una cantautrice e ballerina finlandese.
Nel 2023 si è fatta conoscere a livello nazionale con il singolo Sua sattuu, che ha raggiunto la top ten della Suomen virallinen lista. Da lì, ha consolidato la sua notorietà grazie a quattro singoli consecutivi al primo posto e con il suo album di debutto, Kunpa oisin kertonut, che ha esordito direttamente in vetta alle classifiche.

## Biografia
Nata a Vantaa da madre finlandese di lingua svedese e da Tero Roininen, artista musicale finlandese di origini rom, ha coltivato fin da piccola la passione per le arti performative. Ha iniziato a danzare all'età di due anni e a cantare a tredici, frequentando anche una scuola di musica dove ha imparato a suonare il pianoforte. Specializzatasi in danza contemporanea, a sedici anni ha scelto di abbandonarla per dedicarsi esclusivamente al canto. Nel 2021 ha iniziato a frequentare un liceo musicale a Helsinki, ma, dopo la sua affermazione nel mondo della musica, ha deciso di proseguire gli studi presso un corso di formazione per adulti.

## Carriera
Nel 2020 Mirella è stata selezionata come concorrente per il Melodi Grand Prix, un concorso canoro per giovani talenti trasmesso su Yle Fem. Con il brano in lingua svedese Landet ingenstans ha vinto la competizione, segnando l'inizio della sua carriera musicale. A febbraio 2021, ha reso disponibile il singolo Idiot, divenuto un successo radiofonico in Svezia. Nello stesso anno, è apparsa nel video musicale di Hyväuskoinen, brano della cantante Viivi.
Nel 2022 è stata scoperta su TikTok da Kristiina Wheeler, A&R manager di Universal Music Finland, che le ha offerto un contratto discografico. Il 20 ottobre 2023 ha pubblicato Sua sattuu, primo brano dell'artista scritto in lingua finlandese. La canzone ha riscosso un notevole successo a livello nazionale, entrando nella top ten e conquistando il disco d'oro in meno di due mesi dalla sua pubblicazione.
Il 4 gennaio 2024 ha lanciato Timanttei, singolo che ha rapidamente scalato la vetta delle classifiche finlandesi, totalizzando oltre 15 milioni di visualizzazioni su TikTok prima ancora della sua uscita ufficiale e venendo certificato ottuplo platino per le 320 000 unità accumulate. Il suo successo è continuato con altri pezzi come Uuteen eilisen, Luotathan (in collaborazione con Lauri Haav) e Löytää mut, tutti diventati hit in Finlandia.
Il 1° novembre è uscito il suo album di debutto, Kunpa oisin kertonut, che ha raggiunto il quadruplo disco di platino per le 80 000 unità equivalenti e stabilito il primato dell'album finlandese più ascoltato sia nelle prime 24 ore che nella prima settimana di pubblicazione. Mentre Kunpa oisin kertonut è stato il disco più venduto dell'intero anno, tre delle cinque canzoni più consumate nazionalmente nel corso dei dodici mesi appartengono a lei.
Nel marzo 2025 si è portata a casa sei Emma gaala. Dopo aver concluso il suo primo tour nazionale, il successivo 22 maggio Mirella ha pubblicato il singolo Aja tai kuole, frutto di una nuova collaborazione con Lauri Haav, che ha esordito direttamente in vetta alla Suomen virallinen lista.

## Vita privata
Mirella vive a Vantaa con la sua famiglia, che è di madrelingua svedese.

## Discografia

### Album in studio
- 2024 – Kunpa oisin kertonut

### Singoli
- 2020 – Landet ingenstans
- 2021 – Idiot
- 2023 – Sua sattuu
- 2024 – Timanttei
- 2024 – Uuteen eiliseen
- 2024 – Luotathan (con Lauri Haav)
- 2024 – Löytää mut
- 2025 – Aja tai kuole (con Lauri Haav)